# ×Agrositanion
×Agrositanion, umjetni hibridni rod iz porodice trava (Poaceae). Jedina vrsta je × A. pinalenoensis iz Arizone na planinama Graham, na visinama od 6 000 do 9 000 stopa (1 800 do 2 700 m visine).
Hibridna formula Agropyron × Sitanion; sinonim za Elymus.
Nekada su uključivane i vrste × Agrositanion saundersii (Vasey) Bowden, i × Agrositanion saxicola (Scribn. & J.G.Sm.) Bowden, sada su sinonimi za Elymus ×saundersii Vasey i Elymus ×saxicola Scribn. & J.G.Sm..

## Sinonimi
- Elymus ×pinaloensis (Pyrah) Barkworth & D.R.Dewey